# エスタディオ・ムニシパル・デ・ブタルケ
エスタディオ・ムニシパル・デ・ブタルケ（Estadio Municipal de Butarque）は、スペイン・マドリード州レガネスにあるサッカー専用スタジアム。CDレガネスがホームスタジアムとして使用している。
スタジアム名はレガネスの守護聖人であるビルヘン・デ・ブタルケより取られたエスタディオ・ムニシパル・デ・ブタルケ (Estadio Municipal de Butarque)が由来である。

## 概要
1998年2月14日、セグンダ・ディビシオンのCDレガネス対ヘレスCD戦で開場し、1-1の引き分けに終わった。スタジアムの建設工事は地元マドリードに本社を置くACSグループが担当している。
4つのスタンドからなるこのスタジアムは、東側のメインスタンドを除いて屋根が敷設されていない。その3,652人収容のメインスタンドは「レガ・ストア」と呼ばれるファンショップが併設されており、VIP席や車いす用の座席が集中している。
スタジアム場外西側にはトップチームやBチームの練習場であるカンポ・デ・フトボル・ヘスス・ポロ (Campo de Fútbol Jesús Polo)、南側の道路を挟んだ向かいには4つのサッカーフィールドとバスケットコート2面が隣接するなど周囲はスポーツコンプレックスの一面を持つ。

## 開催された主なイベント
- 国際Aマッチ

| 日付         | ホームチーム | 結果 | アウェーチーム | 大会     |
| ------------ | ------------ | ---- | -------------- | -------- |
| 2021年6月8日 | スペイン     | 4-0  | リトアニア     | 親善試合 |

- 国際Aマッチ (女子)

| 日付          | ホームチーム | 結果 | アウェーチーム | 大会                       |
| ------------- | ------------ | ---- | -------------- | -------------------------- |
| 2016年9月20日 | スペイン     | 5-0  | フィンランド   | UEFA欧州女子選手権2017予選 |

## ギャラリー

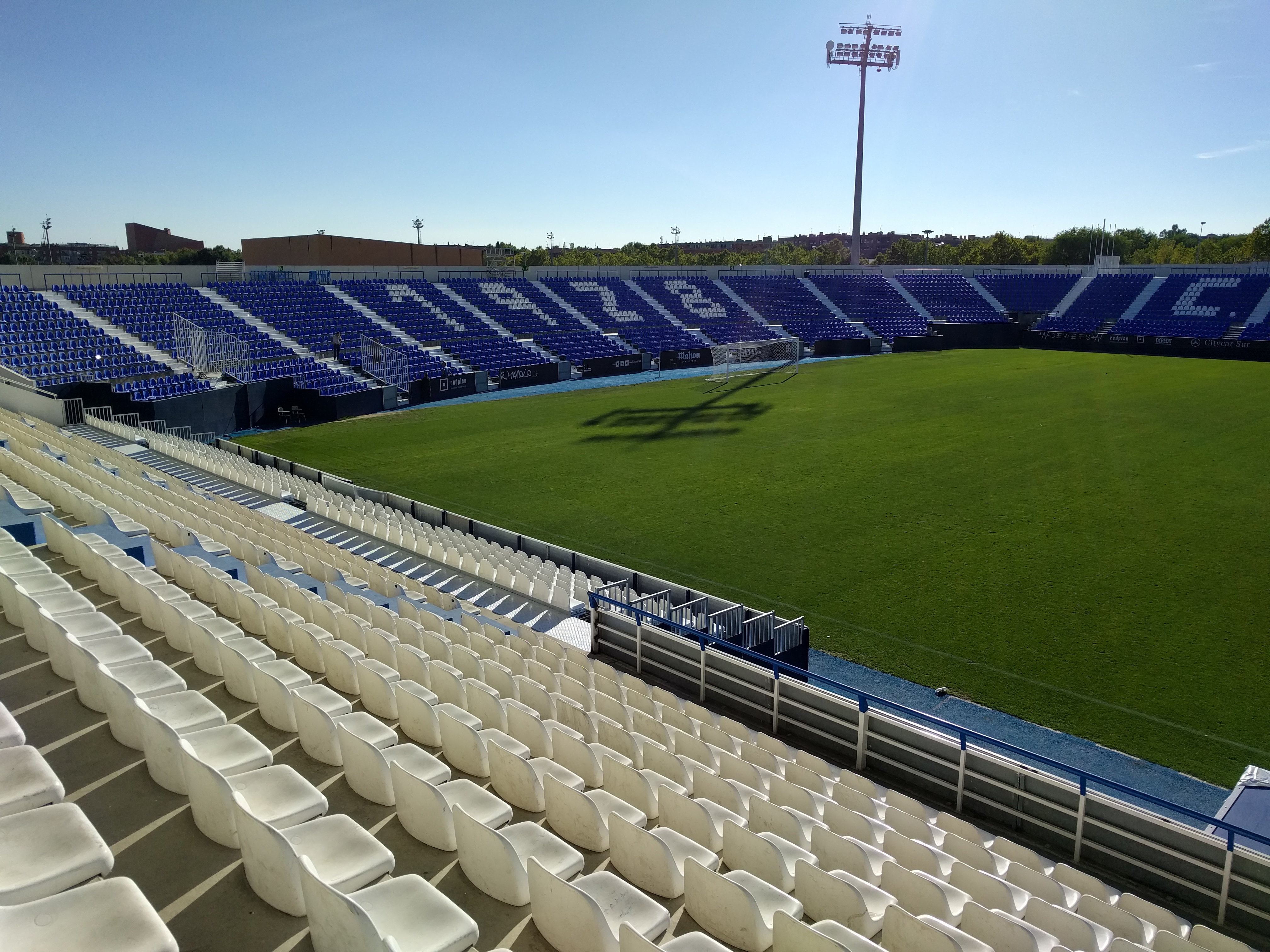
南スタンド (2017年)
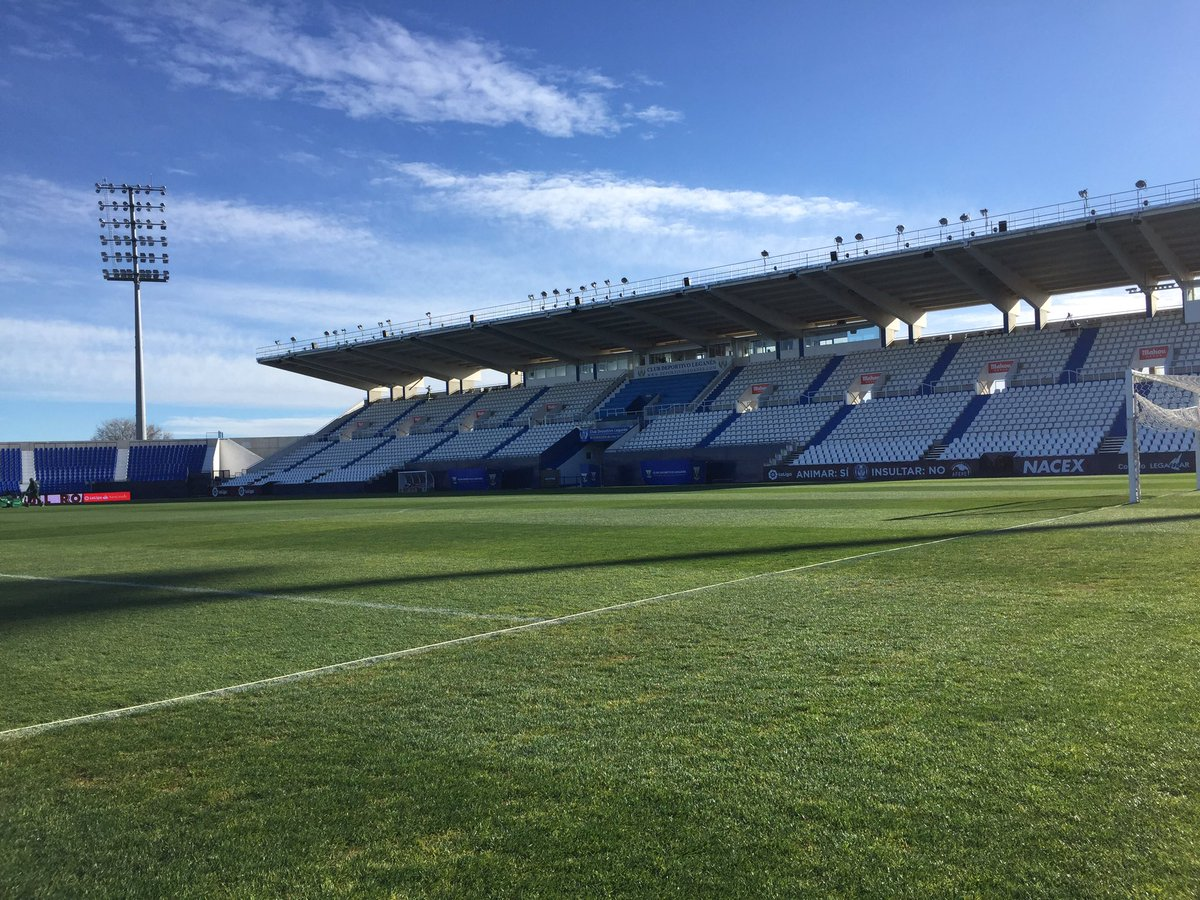
メインスタンド (東側, 2017年)
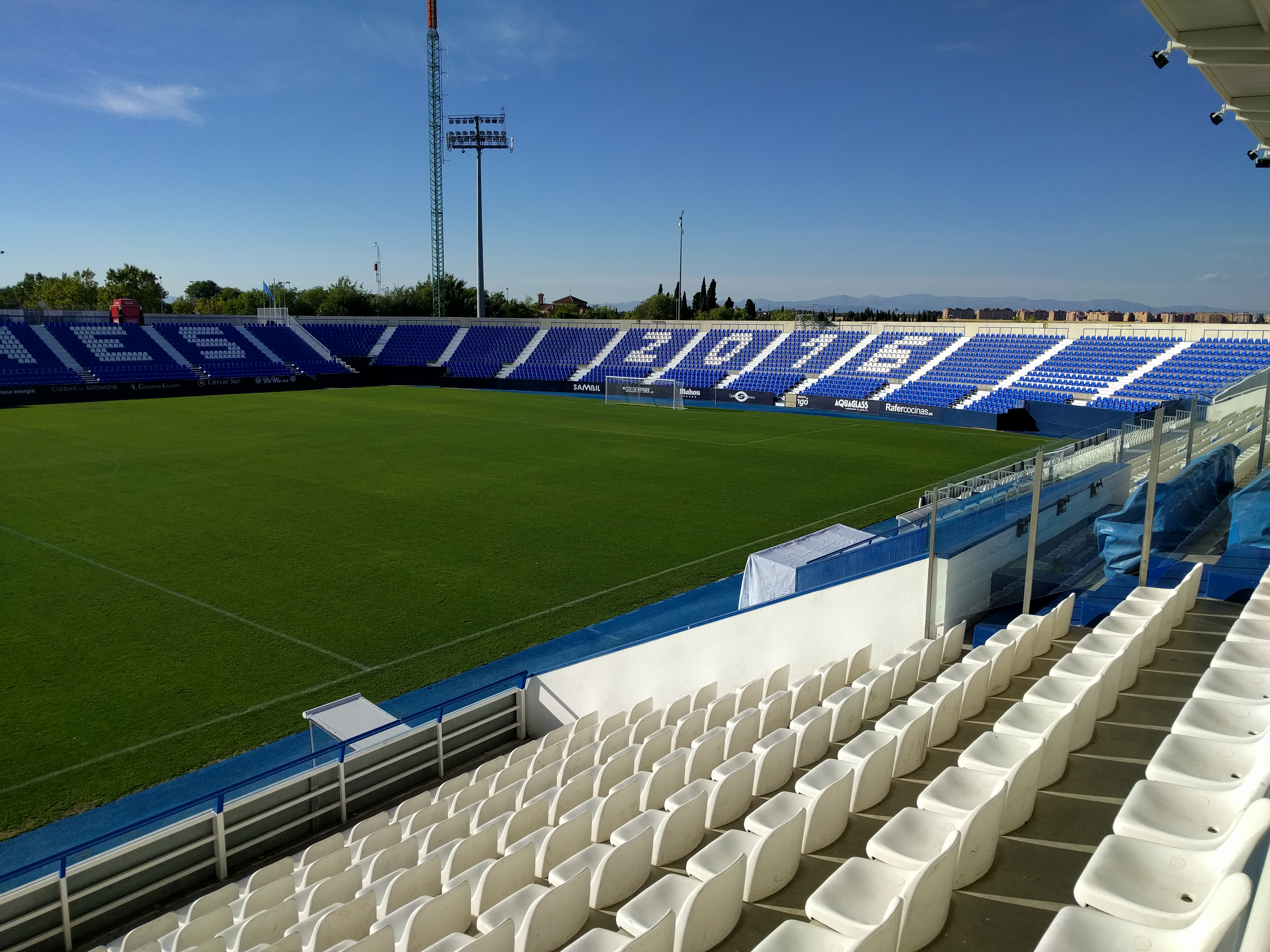
北スタンド (2017年)
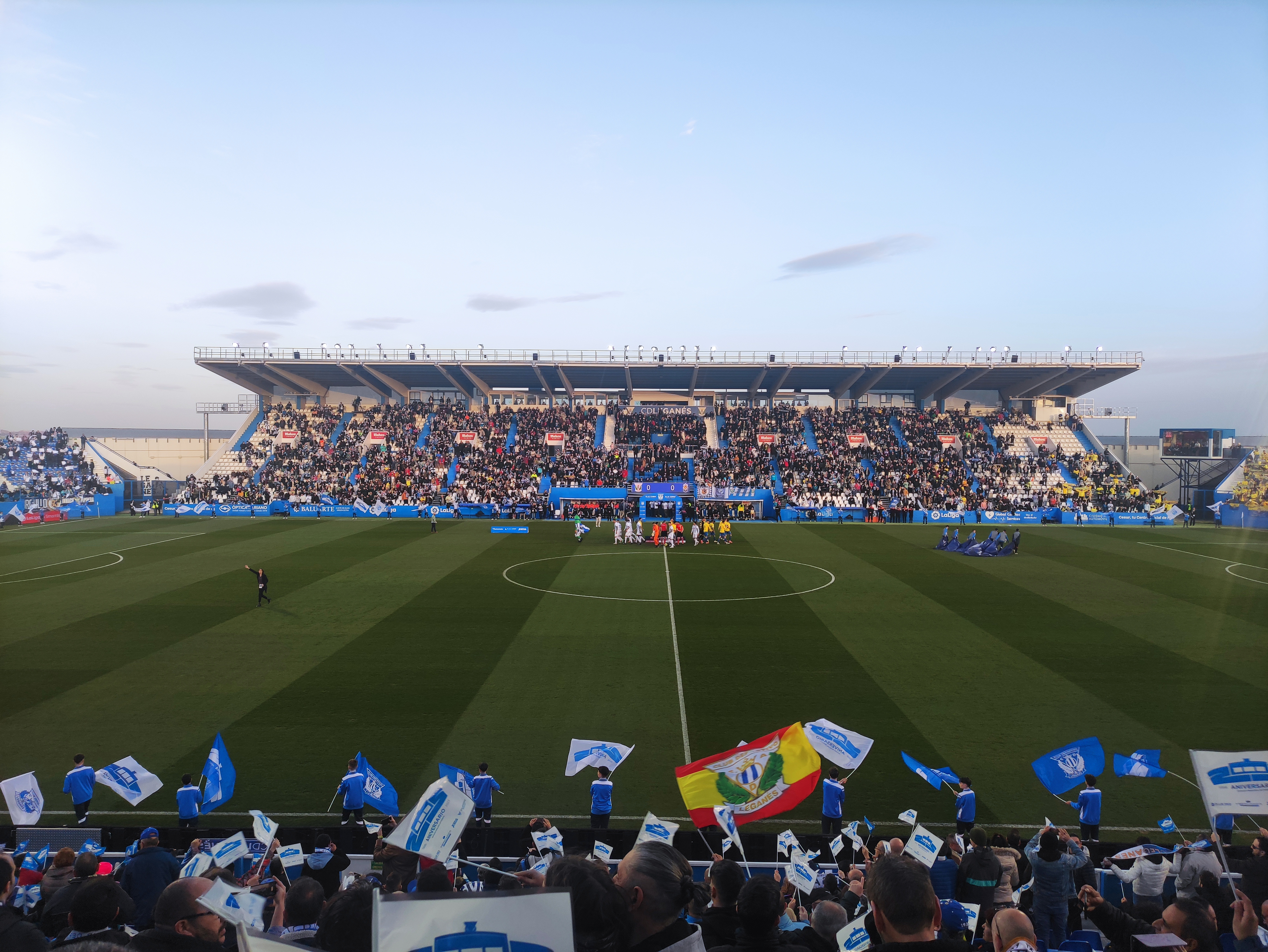
西スタンドからの眺め